# Angelo D'Angelo
Angelo D'Angelo (Vallo della Lucania, 18 settembre 1985) è un ex calciatore italiano, di ruolo centrocampista, tecnico dell'Avellino Under 15.

## Carriera
Muove i primi passi nella Pro Velia di Ascea, suo comune di origine, prima di trasferirsi nelle giovanili del Cosenza, fino al 2003. Dopo una lunga militanza in Serie D con le maglie di Voghera, Reno Centese, Gelbison e Turris, inframezzata da 2 presenze in Serie C1 con la SPAL, nel novembre 2009 passa all'Avellino ancora in Serie D, nel primo campionato dopo il fallimento della vecchia società. Con gli irpini compie la cavalcata, in quattro stagioni, fino alla Serie B, in cui debutta il 24 agosto 2013 subentrando a Rômulo Eugênio Togni al 53º minuto nella vittoria per 2-1 sul Novara. Realizza il suo primo gol in Serie B il 5 ottobre 2013 in Avellino-Bari 1-0. Dalla stagione 2014-2015 è capitano dell'Avellino, di cui è l'unico giocatore della sua storia ad aver militato continuativamente in quattro categorie diverse (Serie D, Lega Pro Seconda Divisione, Lega Pro Prima Divisione, Serie B). Il 25 febbraio 2017 segna la sua prima doppietta in carriera e con la maglia dell'Avellino nella vittoria interna contro il Vicenza per 3-1. Nell'agosto 2018, dopo l'esclusione dalla serie B dell'Avellino, si trasferisce in C alla Casertana. In due anni mette insieme 51 presenze e 11 gol in tutto.  
Il 2 ottobre 2020 il club campano ufficializza la rescissione consensuale del contratto con il giocatore. Il 3 ottobre 2020 viene ingaggiato a parametro zero dalla Sambenedettese, dove in una stagione colleziona 26 presenze e 4 gol. Dopo la non iscrizione al campionato di Serie C da parte della squadra campana, rescinde il contratto ed il 10 agosto 2021 viene ingaggiato dalla Cavese dove firma un biennale. Segna il suo primo gol con questa maglia il 7 novembre 2021 nella partita pareggiata 2-2 contro la squadra Licata. 
Il 2 luglio 2023, annuncia l'addio al calcio tramite un post pubblicato sul proprio profilo Instagram.
Nel settembre del 2024, dopo aver completato il corso specifico presso il Settore Tecnico della FIGC a Coverciano, consegue la licenza UEFA A, che consente di guidare tutte le squadre giovanili (comprese le Primavera), tutte le squadre femminili e le prime squadre maschili fino alla Serie C inclusa.

### Allenatore
Il 14 agosto 2025 intraprende la carriera di allenatore, alla guida della compagine Under 15 dell'Avellino.

## Statistiche

### Presenze e reti nei club
| Stagione            | Squadra             | Campionato          | Campionato | Campionato | Coppe nazionali | Coppe nazionali | Coppe nazionali | Coppe continentali | Coppe continentali | Coppe continentali | Altre coppe | Altre coppe | Altre coppe | Totale | Totale |
| Stagione            | Squadra             | Comp                | Pres       | Reti       | Comp            | Pres            | Reti            | Comp               | Pres               | Reti               | Comp        | Pres        | Reti        | Pres   | Reti   |
| ------------------- | ------------------- | ------------------- | ---------- | ---------- | --------------- | --------------- | --------------- | ------------------ | ------------------ | ------------------ | ----------- | ----------- | ----------- | ------ | ------ |
| 2003-2004           | Voghera             | D                   | 24         | 2          | -               | -               | -               | -                  | -                  | -                  | -           | -           | -           | 24     | 2      |
| 2004-2005           | SPAL                | C1                  | 2          | 0          | -               | -               | -               | -                  | -                  | -                  | -           | -           | -           | 2      | 0      |
| 2005-2006           | Reno Centese        | D                   | 8          | 0          | CI-D            | 0               | 0               | -                  | -                  | -                  | -           | -           | -           | 8      | 0      |
| 2006-2007           | Reno Centese        | D                   | 21         | 1          | CI-D            | 0               | 0               | -                  | -                  | -                  | -           | -           | -           | 21     | 1      |
| Totale Reno Centese | Totale Reno Centese | Totale Reno Centese | 29         | 1          |                 | 0               | 0               |                    | -                  | -                  |             | -           | -           | 29     | 1      |
| 2007-2008           | Gelbison            | D                   | 29         | 5          | CI-D            | 0               | 0               | -                  | -                  | -                  | -           | -           | -           | 29     | 5      |
| 2008-2009           | Gelbison            | D                   | 28         | 10         | CI-D            | 0               | 0               | -                  | -                  | -                  | -           | -           | -           | 28     | 10     |
| Totale Gelbison     | Totale Gelbison     | Totale Gelbison     | 57         | 15         |                 | 0               | 0               |                    | -                  | -                  |             | -           | -           | 57     | 15     |
| ago.-dic. 2009      | Turris              | D                   | 9          | 1          | CI-D            | 0               | 0               | -                  | -                  | -                  | -           | -           | -           | 9      | 1      |
| gen. 2009-2010      | Avellino            | D                   | 14+3       | 0          | CI-D            | 0               | 0               | -                  | -                  | -                  | -           | -           | -           | 17     | 0      |
| 2010-2011           | Avellino            | 2D                  | 27+4       | 3          | CI-LP           | 2               | 0               | -                  | -                  | -                  | -           | -           | -           | 33     | 3      |
| 2011-2012           | Avellino            | 1D                  | 30         | 4          | CI+CI-LP        | 3+0             | 0               | -                  | -                  | -                  | -           | -           | -           | 33     | 4      |
| 2012-2013           | Avellino            | 1D                  | 24         | 1          | CI+CI-LP        | 2+0             | 0               | -                  | -                  | -                  | SdL-1D      | 2           | 0           | 28     | 1      |
| 2013-2014           | Avellino            | B                   | 36         | 3          | CI              | 4               | 1               | -                  | -                  | -                  | -           | -           | -           | 40     | 4      |
| 2014-2015           | Avellino            | B                   | 26+1       | 2          | CI              | 2               | 0               | -                  | -                  | -                  | -           | -           | -           | 29     | 2      |
| 2015-2016           | Avellino            | B                   | 26         | 3          | CI              | 0               | 0               | -                  | -                  | -                  | -           | -           | -           | 26     | 3      |
| 2016-2017           | Avellino            | B                   | 37         | 4          | CI              | 1               | 0               | -                  | -                  | -                  | -           | -           | -           | 38     | 4      |
| 2017-2018           | Avellino            | B                   | 31         | 3          | CI              | 2               | 1               | -                  | -                  | -                  | -           | -           | -           | 33     | 4      |
| Totale Avellino     | Totale Avellino     | Totale Avellino     | 251+8      | 23         |                 | 16              | 2               |                    | -                  | -                  |             | 2           | 0           | 277    | 25     |
| 2018-2019           | Casertana           | C                   | 23+1       | 4          | CI+CI-C         | 0+1             | 0               | -                  | -                  | -                  | -           | -           | -           | 25     | 4      |
| 2019-2020           | Casertana           | C                   | 25         | 7          | CI              | 1               | 0               | -                  | -                  | -                  | -           | -           | -           | 26     | 7      |
| Totale Casertana    | Totale Casertana    | Totale Casertana    | 48+1       | 11         |                 | 2               | 0               |                    | -                  | -                  |             | -           | -           | 51     | 11     |
| 2020-2021           | Sambenedettese      | C                   | 26+1       | 4+1        | -               | -               | -               | -                  | -                  | -                  | -           | -           | -           | 27     | 5      |
| 2021-2022           | Cavese              | D                   | 12+2       | 2          | CI-D            | 3               | 0               | -                  | -                  | -                  | -           | -           | -           | 27     | 5      |
| Totale carriera     | Totale carriera     | Totale carriera     | 458+12     | 59+1       |                 | 21              | 2               |                    | -                  | -                  |             | 2           | 0           | 553    | 62     |

## Palmarès

### Club

#### Competizioni nazionali
- Lega Pro Prima Divisione: 1

Avellino: 2012-2013
- Supercoppa di Lega di Prima Divisione: 1

Avellino: 2013